# شعبان الطنطاوی
شعبان الطنطاوی (انگلیسی: Shaban El-Tantawy؛ زادهٔ ۱۶ فوریهٔ ۱۹۵۹) بازیکن والیبال اهل مصر بود.